# 맛자랑 멋자랑
《맛자랑 멋자랑》은 대한민국의 KBS에 1983년 3월부터 1989년 3월까지 방송됐던 교양 프로그램이다.

## 기획 의도
우리 음식의 전통과 고유한 맛이 전래되고 있는 현장을 찾아 전통음식에 대한 새로운 발견과 관심을 고조시키고, 유명인 등을 대동하여 전통음식이 전래되고 있는 고장을 탐방, 그 지방의 고유한 음식의 맛과 멋을 이어가는 현지민과의 대담, 음식 만드는 과정을 통해 현장감 있는 기행 프로그램이다.

## 방송 시간
- KBS 1TV - 1983년 3월 28일부터 1984년 10월 25일까지, 매주 월 ~ 토요일 아침시간대 (10분)
- KBS 2TV - 1984년 10월 29일부터 1989년 3월 3일까지, 매주 월 ~ 토요일 아침시간대 (10분)

## 역대 진행자
- 서승현
- 오유경
- 양경애 (당시 부산방송본부 아나운서)

## 같이 보기
- 음식
- 한국 요리